# Neelamperoor Madhusoodanan Nair
Neelamperoor Madhusoodanan Nair (ur. 25 marca 1936 w Neelamperoor, zm. 2 stycznia 2021 w Thiruvananthapuram) – indyjski poeta i pisarz, który pisał w języku malajalam. W 2000 roku otrzymał nagrodę Kerala Sahitya Akademi Award za swoją pracę Chamatha. Inne jego prace to Ithile Varika, Eettillam, Chitha, Amaram, Urangum Munpu i Phalitha Chinthakal.
Zmarł w Thiruvananthapuram w prywatnym szpitalu w wieku 84 lat.

## Nagrody i wyróżnienia
- Kerala Sahitya Akademi Award za pracę Chamatha (2000)[2]